# Pak Kyu-hong
Pak Kyu-hong est un dirigeant d'entreprise et homme politique nord-coréen.

## Le dirigeant d'entreprise
Pak Kyu-hong préside le groupe nord-coréen Rungrado (10 000 employés), spécialisée dans le commerce international. Il dirige également l'usine de cosmétiques de Pyongyang.
En juillet 2003, il a conduit une délégation d'hommes d'affaires nord-coréens en déplacement dans l'est de la Russie.

## L'homme politique
Pak Kyu-hong est député à l'Assemblée populaire suprême. À ce titre, il a fait partie d'une délégation nord-coréenne qui a été reçue à Berlin en octobre 2006, puis qui a accueilli une délégation allemande dans le cadre de la coopération interparlementaire entre l'Allemagne et la république populaire démocratique de Corée. Compte tenu par ailleurs de ses fonctions dirigeantes au sein du groupe Rungrado, Pak Kyu-hong s'est rendu dans une usine de cosmétiques, en Saxe, lors de son séjour de 2006 en Allemagne, et il a fait visiter l'usine de cosmétiques de Pyongyang au président allemand du groupe d'amitié parlementaire, Hartmut Koschyk, en 2007. Pak Kyu-hong a également proposé la conduite de projets de coopération bilatérale dans les secteurs de l'habillement, de la transformation du bois et du multimédia.
Pak Kyu-hong était le numéro deux de la délégation parlementaire nord-coréenne reçue par le Parlement européen en octobre 2006.
Membre du groupe d'amitié parlementaire entre la république populaire démocratique de Corée et la Mongolie, il a fait partie d'une délégation nord-coréenne ayant reçu leurs homologues mongols en décembre 2006.